# Хорватія на Дитячому пісенному конкурсі Євробачення
Хорватія на Дитячому пісенному конкурсі Євробачення стала першою країною-переможницею з піснею «Ti Si Moja Prva Ljubav» (Ти моя перша любов), яку виконав Діно Єлусич у 2003 році. Всього Хорватія була учасницею конкурсу п’ять разів. Після відмови від участі у Дитячому Євробаченні країна одного разу поверталася до конкурсу у 2014 році, де посіла останнє місце.
Хорватія підтвердила свою участь на Дитячому Євробаченні у 2025-му році, представником стане Марино Врґоч.  

## Учасники
Умовні позначення
     Переможець
     Друге місце
     Третє місце
     Четверте місце
     П'яте місце
     Останнє місце
| Рік                               | Місце проведення | Учасник       | Пісня                                         | Місце | Бали |
| --------------------------------- | ---------------- | ------------- | --------------------------------------------- | ----- | ---- |
| 2003                              | Копенгаген       | Діно Єлусич   | «Ti Si Moja Prva Ljubav» (Ти моя перша любов) | 1     | 134  |
| 2004                              | Ліллегаммер      | Ніка Туркович | «Hej Mali» (Гей, малюк)                       | 3     | 126  |
| 2005                              | Гасселт          | Лорена Єлусич | «Rock Baby» (Рок-дитина)                      | 12    | 36   |
| 2006                              | Бухарест         | Матео Джидо   | «Lea» (Лея)                                   | 10    | 50   |
| Не брала участь у 2007-2013 роках |                  |               |                                               |       |      |
| 2014                              | Марса            | Джозі         | «Game over» (Гра завершена)                   | 16    | 13   |
| Не брала участь у 2015-2024 роках |                  |               |                                               |       |      |
| 2025                              | Тбілісі          | Марино Вргоч  |                                               |       |      |

## Історія голосування (2003-2014)
| №  | Дано                 | Дано | Отримано             | Отримано |
| №  | Країна               | Очок | Країна               | Очок     |
| -- | -------------------- | ---- | -------------------- | -------- |
| 1  | Білорусь             | 32   | Північна Македонія   | 44       |
| 2  | Іспанія              | 28   | Нідерланди           | 26       |
| 3  | Північна Македонія   | 22   | Норвегія             | 25       |
| 4  | Греція               | 22   | Швеція               | 25       |
| 5  | Бельгія              | 19   | Велика Британія      | 20       |
| 6  | Росія                | 17   | Румунія              | 19       |
| 7  | Данія                | 16   | Білорусь             | 19       |
| 8  | Румунія              | 16   | Данія                | 18       |
| 9  | Сербія               | 13   | Польща               | 17       |
| 10 | Болгарія             | 12   | Латвія               | 16       |
| 11 | Велика Британія      | 11   | Греція               | 14       |
| 12 | Нідерланди           | 11   | Кіпр                 | 14       |
| 13 | Латвія               | 10   | Бельгія              | 14       |
| 14 | Мальта               | 10   | Сербія               | 10       |
| 15 | Україна              | 10   | Мальта               | 8        |
| 16 | Італія               | 10   | Іспанія              | 8        |
| 17 | Сербія та Чорногорія | 6    | Франція              | 8        |
| 18 | Вірменія             | 6    | Швейцарія            | 8        |
| 19 | Кіпр                 | 5    | Сербія та Чорногорія | 6        |
| 20 | Франція              | 4    | Україна              | 2        |
| 21 | Норвегія             | 4    | Росія                | 1        |
| 22 | Словенія             | 3    | Сан-Марино           | 1        |
| 23 | Швеція               | 2    | Грузія               | —        |
| 24 | Грузія               | 1    | Словенія             | —        |
| 25 | Польща               | —    | Вірменія             | —        |
| 26 | Швейцарія            | —    | Італія               | —        |
| 27 | Сан-Марино           | —    | Болгарія             | —        |